# أوقست افرايم كرامر
أوقست افرايم كرامر (و. 1817 – 1885 م) هو مدرس، ورياضياتي ألماني، ولد في نوردهاوزن، توفي في نوردهاوزن، عن عمر يناهز 68 عاماً.